# Aquilaria cumingiana
Aquilaria cumingiana là một loài thực vật thuộc họ Thymelaeaceae. Loài này có ở Indonesia và Philippines.